# 维桑堡战役 (1870年)
維桑堡戰役（法語：Bataille de Wissembourg）或稱魏森堡战役（德語：Schlacht bei Weißenburg）发生于1870年8月4日，此日三個德國軍團突襲驻扎在維桑堡的法國军队，這是普法戰爭中德军的第一次反击。守方被攻方的数量和装备大大超过，且这是一次突袭。“雖然损失惨重，但並沒有有损第一軍團士兵们的名譽。”維桑堡的陷落导致普魯士軍隊進入法國，並迫使帕特里斯·麥克馬洪元帥率兵迎战，两日后在8月6日双方爆发了沃爾特戰役。

## 註腳
1. 1 2  Clodfelter 2008，第202頁.